# Vescovi, metropoliti e arcivescovi di Atene
Questa è una lista di vescovi, metropoliti e arcivescovi di Atene, appartenenti alla Chiesa di Grecia.
La Chiesa di Atene fu creata da san Paolo durante il suo secondo viaggio missionario, quando predicò all'Areopago, probabilmente nel 51 d.C. Secondo gli Atti degli apostoli (17,16-34), dopo il sermone, un certo numero di persone divennero seguaci di Paolo, formando così il nucleo della Chiesa di Atene.
La sede di Atene è stata dichiarata unilateralmente autocefala il 4 agosto 1833 e ufficialmente riconosciuta dal Patriarcato ecumenico di Costantinopoli l'11 luglio 1850; ed è stata elevata ad arcivescovado il 31 dicembre 1923.
Come capo della Chiesa di Grecia, il titolare è denominato Arcivescovo di Atene e di tutta la Grecia (Αρχιεπίσκοπος Αθηνών και πάσης Ελλάδος). Dal 7 febbraio 2008 il titolo è appannaggio di Geronimo II.

## Vescovi di Atene
- Dionigi †
- Ieroteo † (fine I secolo)
- Narciso † (117 - 138)
- Publio † (161 - 180)
- Quadrato † (fine II secolo)
- Leonida ? † (? - 250 deceduto)[1]
- Olimpio †
- Pisto † (? - circa 325 deceduto)
- Clemazio † (IV secolo)
- Modesto † (menzionato nel 431)

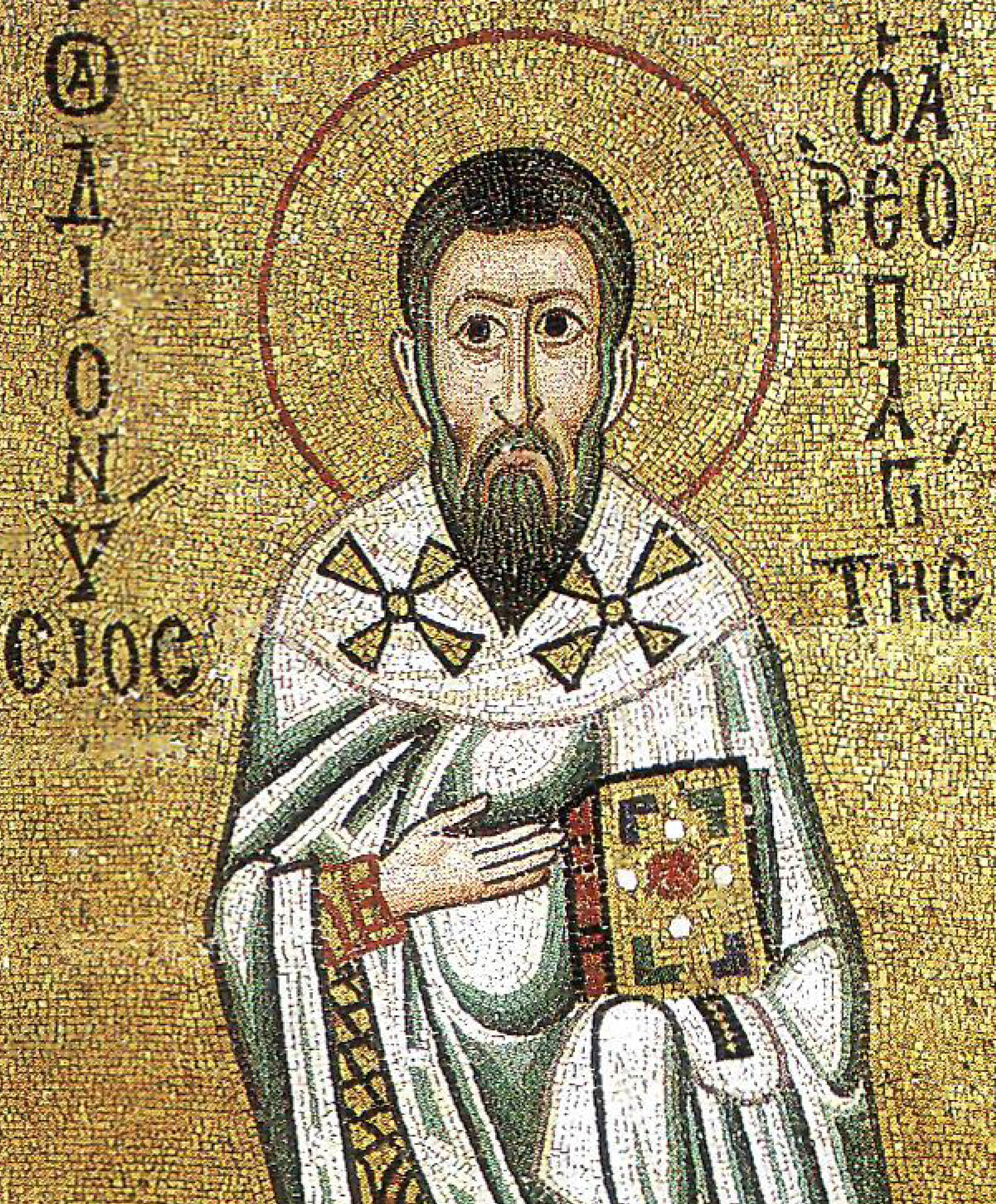
San Dionigi l'Areopagita, discepolo di san Paolo, ritenuto il primo vescovo di Atene.

- Atanasio † (menzionato nel 451 e nel 458)
- Anatolio † (menzionato nel 459)
- Giovanni I † (V secolo)
- Teofilatto † (tra VI e VII secolo)[2]
- Leone † (epoca incerta tra VII e XI secolo)[3]
- Gregorio I † (VII secolo)
- Giovanni II † (menzionato nel 680)[4]
- Andrea † (? - 15 o 19 ottobre 693 deceduto)[5]
- Teocaristo † (? - 25 maggio 702 deceduto)[6]
- Marino † (? - 4 aprile 704 deceduto)[7]
- Giovanni III † (? - 24 novembre 713 deceduto)[8]
- Gregorio II † (? - 29 dicembre 779 deceduto)[9]
- Teodosio † (VIII o IX secolo)[10]

## Metropoliti di Atene

### Periodo bizantino
- Adamanzio † (? - 6 luglio 768 o 813 deceduto)[11]
- Giovanni IV † (? - 5 maggio 819 deceduto)[12]
- Ipazio † (circa IX secolo)[13]
- Demetrio I † (IX secolo)
- Germano † (? - 1º dicembre 841 deceduto)[14]
- Demetrio II † (tra l'846 e l'857)
- Gabriele I † (858 - 860)
- Gregorio III † (860 - 867)
- Cosma † (867)
- Anonimo † (? - maggio 879 deceduto)[15]
- Niceta I † (prima dell'869 - 15 agosto 881 deceduto)[16]
- Sabas † (maggio 879 - 3 dicembre 913 deceduto)[17]
- Anastasio ? †[18]
- Giorgio † (? - 9 settembre 921 deceduto)[19]
- Niceta † (? - 2 novembre 926 deceduto)[20]
- Demetrio III † (? - 14 gennaio 929 deceduto)[21]
- Costantino † (? - 29 giugno 975 deceduto)[22]
- Filippo † (? - 18 febbraio 981 deceduto)[23]
- Teodegio † (981 - 17 settembre 1006 deceduto)[24]
- Michele † (prima del 1023 - 13 agosto 1030 deceduto)[25]
- Leone il sincello † (prima del 1032 - 1060 deceduto)[26]
- Leone il rettore † (? - 1069 deceduto)[27]
- Giovanni Blachernites † (? - 1086 deceduto)[28]
- Anonimo † (menzionato nel 1089)[29]
- Niceta † (prima del 1094 - 1103 deceduto)[30]
- Niceforo † (? - 1121 deceduto)[31]
- Gerasimo † (XII secolo)
- Michele † (XII secolo)
- Teofilatto † (XII secolo)
- Leone Xeros † (? - 18 gennaio 1153 deceduto)[32][33]
- Giorgio Bourtzes † (1153 - 16 maggio 1160 deceduto)[34][33]
- Nicola Hagiotheodorites † (prima del 1166 - 11 agosto 1175 deceduto)[35][33][36]
- Giovanni † (fine del XII secolo)[37]
- Michele Choniates † (1182 - 1222 deceduto)[38]

### Periodo latino
- Melezio I † (1275 - 1289)
- Lazzaro † (inizio del XIV secolo)
- Cosma † (1339)
- Antimo I † (1339 - 1366)
- Neofito I † (1366)
- Nicodemo † (1371)
- Anonimo † (tra il 1364 e il 1376)
- Doroteo I † (1387 - 1393)
- Macario I † (1394 - 1404)
- Gervasio I † (1432)
- Teodoro † (1438 - 1453)

### Periodo ottomano
- Isidoro † (1456)
- Teofane I † (1458)
- Gervaso † (1462)
- Anonimo † (1465-1466)
- Doroteo II † (attorno al 1472)
- Antimo II † (1489)
- Neofito II † (1492 - 1498)
- Lorenzo † (1528 - 1550)
- Callisto † (1550 - 1564)
- Sofronio I † (1565 - 1570)
- Nicanore † (1574 - 1592)
- Metrofane I † (1593)

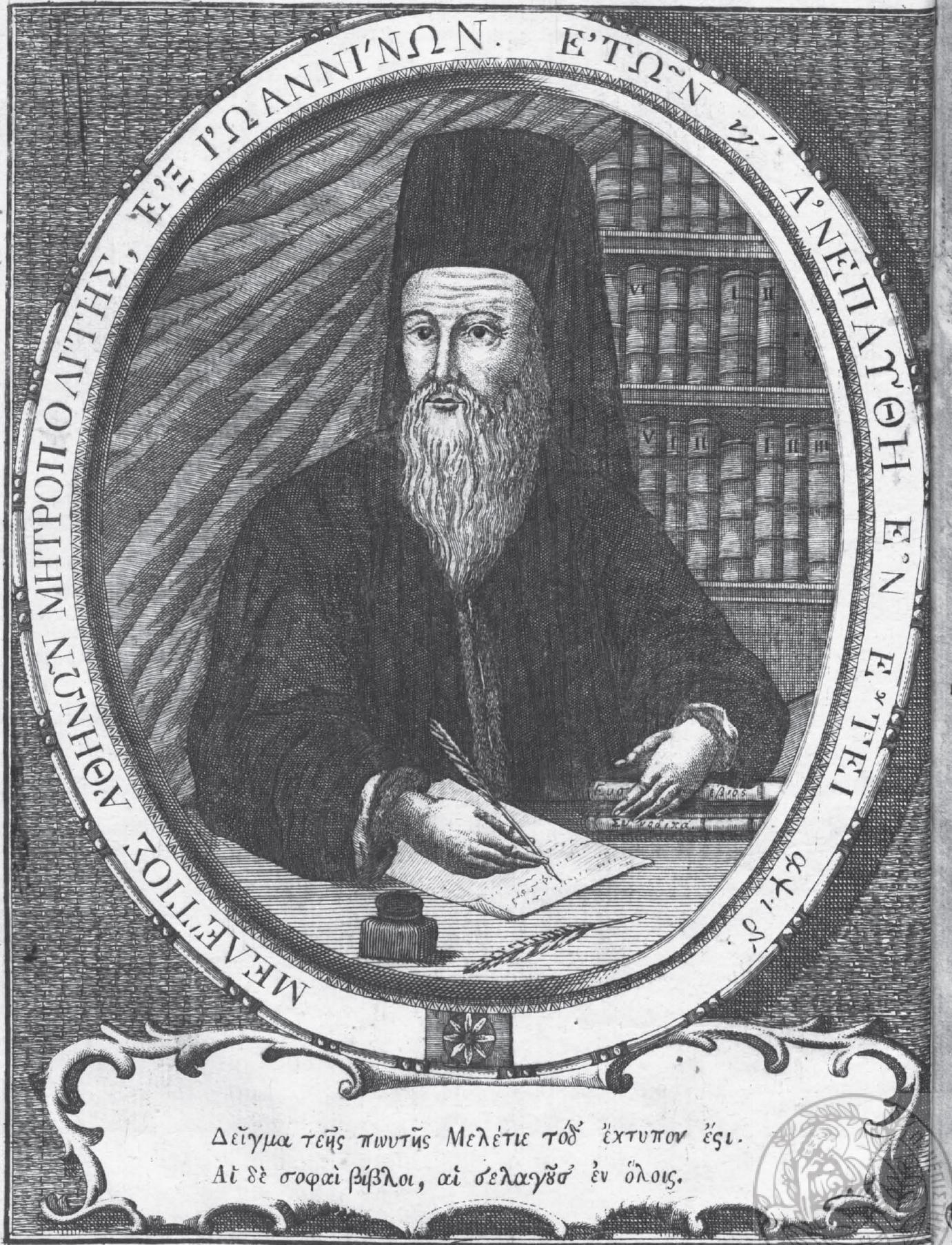
Melezio II, metropolita di Atene dal 1703 al 1713.

- Teofane II Karykis † (1592 - circa 1597 eletto patriarca di Costantinopoli)
- Neofito III † (1597 - 3 aprile 1602 eletto patriarca di Costantinopoli)
- Samuele † (1602)
- Natanaele † (1602 - 1604)
- Antimo III † (1604 - 1612)
- Cirillo I † (attorno al 1612)
- Metrofane II † (attorno al 1619)
- Teofane III † (1620 - 1633)
- Sofronio II † (1633 - 1636)
- Daniele † (1636 - 1655)
- Antimo IV † (1655 - 1676)
- Giacomo I † (1676 - 1686)
- Atanasio II † (1686 - 1689)
- Macario II † (1689 - 1693)
- Antimo V † (1693 - 1699)
- Cirillo II † (1699 - 1703)
- Melezio II † (1703 - 1713)
- Giacomo II † (1713 - 1734)
- Zaccaria † (1734 - 1740)
- Antimo VI † (1741 - 1756)
- Atanasio III † (1756 - 1760)
- Antimo VI † (1760 - 1764) (per la seconda volta)
- Bartolomeo † (1764 - 1780)
- Neofito IV † (1774 - 1775)
- Benedetto † (1781 - 1785)
- Atanasio IV † (1785 - 1787)
- Benedetto † (1787 - 1796) (per la seconda volta)
- Atanasio IV † (1796 - 1799) (per la seconda volta)
- Gregorio III † (1799 - 1820)
- Dionisio II † (1820 - 1823)

### Periodo moderno

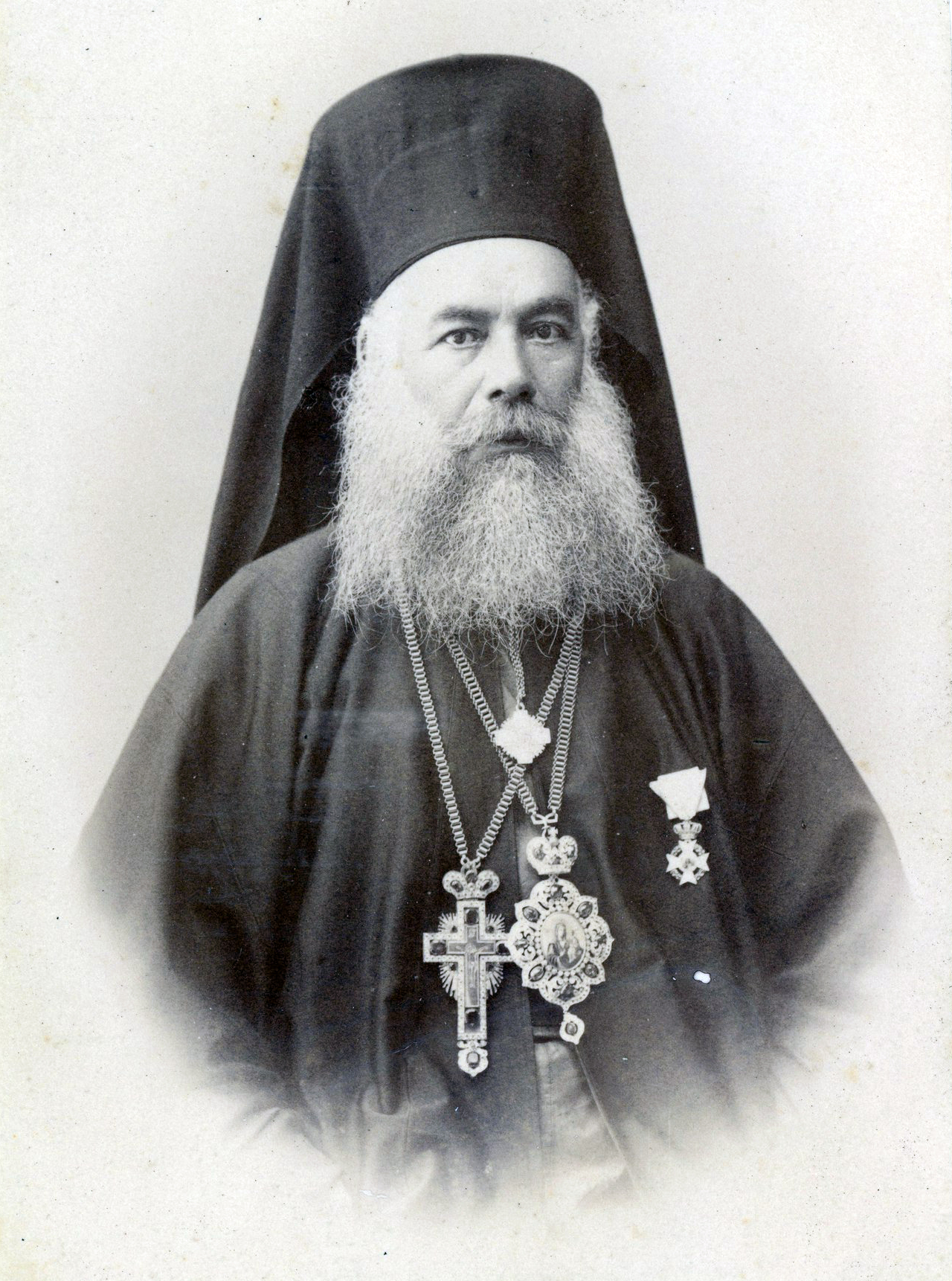
Procopio II, metropolita di Atene dal 1896 al 1901.

- Gregorio IV † (16 settembre 1827 - marzo 1828 deceduto)
- Antimo VII † (marzo 1828 - 27 luglio 1833 deceduto)
- Neofito V † (2 dicembre 1833 - 10 gennaio 1862 deceduto)
- Michele IV † (13 gennaio 1862 - 2 agosto 1862 deceduto)
- Teofilo † (8 agosto 1862 - 15 luglio 1873 deceduto)
- Antonio † (9 agosto 1873 - 15 maggio 1874 deceduto)
- Procopio I † (8 giugno 1874 - 11 febbraio 1889 deceduto)
- Germano II † (17 luglio 1889 - 30 gennaio 1896 deceduto)
- Procopio II † (23 ottobre 1896 - 21 novembre 1901 dimesso)
- Teocleto I † (17 novembre 1902 - 11 ottobre 1917 dimesso)
- Melezio III † (13 marzo 1918 - 29 novembre 1920 dimesso)
- Teocleto I † (29 novembre 1920 - 16 dicembre 1922 dimesso) (per la seconda volta)
- Crisostomo I † (8 marzo 1923 - 31 dicembre 1923 eletto arcivescovo)

## Arcivescovi di Atene e di tutta la Grecia

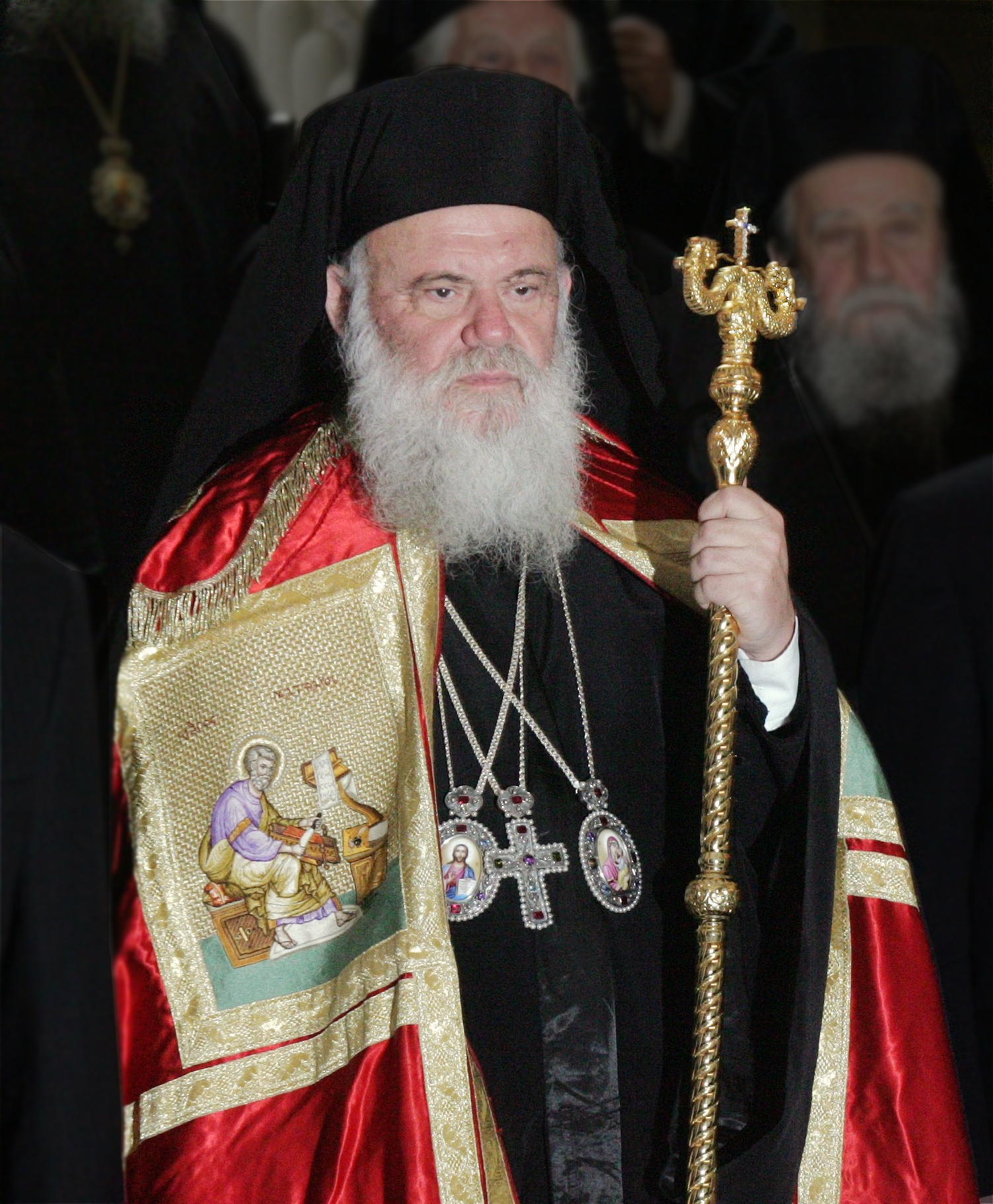
Geronimo II, in carica dal 7 febbraio 2008.

- Crisostomo I † (31 dicembre 1923 - 22 ottobre 1938 deceduto)
- Damaskinos † (5 novembre 1938 - 1º dicembre 1938 elezione annullata)
- Crisanzio † (12 dicembre 1938 - 2 luglio 1941 dimesso)
- Damaskinos † (2 luglio 1941 - 20 maggio 1949 deceduto)
- Spyridon † (4 giugno 1949 - 21 marzo 1956 deceduto)
- Doroteo III † (29 marzo 1956 - 26 luglio 1957 deceduto)
- Teocleto II † (7 agosto 1957 - 8 gennaio 1962 deceduto)
- Giacomo III † (13 gennaio 1962 - 25 gennaio 1962 dimesso)
- Crisostomo II † (14 febbraio 1962 - 11 maggio 1967 dimesso)
- Geronimo I † (14 maggio 1967 - 12 dicembre 1973 dimesso)
- Serafino † (12 gennaio 1974 - 10 aprile 1998 deceduto)
- Cristodulo † (28 aprile 1998 - 28 gennaio 2008 deceduto)
- Geronimo II, dal 7 febbraio 2008